# Wilhelm Schäperclaus
Wilhelm Schäperclaus (ur. 10 lipca 1899 w Hagen, zm. 3 stycznia 1995 w Berlinie Friedrichshagen) – niemiecki ichtiolog, znawca gospodarki rybackiej, profesor Uniwersytetu Humboldta. 

## Życiorys
Był synem profesora filozofii – Eduarda Schäperclausa. Ukończył gimnazjum w Kopenhadze (1917). W 1918 w brytyjskiej niewoli (I wojna światowa). Powrócił do Niemiec w 1920. Studiował matematykę i nauki przyrodnicze w Münster i Monachium. W 1924 doktoryzował się (praca z zakresu oddychania zwierząt wodnych). W 1927 habilitował się (praca na temat chorób węgorzy w Hochschule für nachhaltige Entwicklung w Eberswalde). Podczas II wojny światowej zarządzał różnymi gospodarstwami rybackimi w Europie Wschodniej. W 1942 wstąpił do NSDAP. W 1952 mianowany został profesorem chorób ryb i akwakultury na Uniwersytecie Humboldta w Berlinie. 
Prowadził badania głównie w dziedzinie żywienia, hodowli, patologii i toksykologii handlowej ryb oraz zarządzania jeziorami, tudzież stawami rybnymi. Był jednym z twórców nowoczesnego rybołówstwa śródlądowego. Związany z kompleksem stawów w Peitz, gdzie z jego inicjatywy wprowadzono masowe szczepienia karpia. Wokół stawów w Peitz (jeden z największych kompleksów w Niemczech) prowadzi obecnie ścieżka dydaktyczna im. prof. Wilhelma Schäperclausa.